# Eldtema
Eldtema är en bok av Artur Lundkvist utgiven 1939.
Boken består av en inledande dikt daterad 1938 och prosadikter skrivna 1939. I sin självbiografi berättar Lundkvist att texterna skrevs av upprördhet över händelserna i spanska inbördeskriget och intryck från Picassos målning Guernica. Prosadikternas berättande karaktär har jämförts med Lautréamonts Maldorors sånger.
När boken utkom var andra världskriget ett faktum och den recenserades knappt. Ett undantag var dock en recension i BLM (9/39) där Johannes Edfelt skrev: ”Den intensitet, varmed Lundkvist går brännande och ödesdigra problem in på livet, den lidelsefulla upplevelse av vår epok, varom hans prosadikter överhuvud vittna, gör den till något annat och mer än en verbal uppvisning.”